# Salvadorina waigiuensis
Salvadorina waigiuensis là một loài chim trong họ Vịt.
Đây là loài đặc hữu của New Guinea. Đây là loài duy nhất trong chi Salvadorina.
Đầu và cổ màu nâu sậm, cơ thể có khoang trắng và nâu, mỏ màu vàng và chân màu cam.
Nó có một cái đầu và cổ màu nâu sẫm, và cơ thể của nó bị chặn lại và phát hiện màu nâu sậm và trắng xóa, với đôi chân màu cam và một mỏ màu vàng.
Chúng là cư dân bí mật của các dòng suối và hồ cao nguyên chảy nhanh. Chúng là một động vật ăn tạp. Chúng xây tổ của nó gần nước, và đẻ 2-4 quả trứng vào mùa khô. IUCN đã liệt kê chim là loài sắp nguy cấp, và tổng dân số có thể giảm dần.